# Стеклозавод (Пензенская область)
Стеклозаво́д — посёлок в Городищенском районе Пензенской области России. Входит в состав Верхнешкафтинского сельсовета.

## География
Посёлок находится в восточной части Пензенской области, в лесостепной зоне, на берегах реки Шкафт, на расстоянии примерно 20 км (по прямой) к северо-западу от города Городище, административного центра района. Абсолютная высота — 215 м над уровнем моря.
Климат
Климат характеризуется как континентальный, с холодной зимой и жарким летом. Среднегодовая температура — 3,1 °C. Средняя температура воздуха самого холодного месяца (января) составляет −12,9 °C; самого тёплого месяца (июля) — 19 °C. Годовое количество атмосферных осадков — 673 мм, из которых 415 мм выпадает в период с апреля по октябрь. Снежный покров держится в среднем 146 дней.

## Население
| 2010 |
| ---- |
| 120  |

Половой состав
По данным Всероссийской переписи населения 2010 года в гендерной структуре населения мужчины составляли 49,2 %, женщины — соответственно 50,8 %.
Национальный состав
Согласно результатам переписи 2002 года, в национальной структуре населения русские составляли 97 % из 211 чел.